# Maniraptora de Ashdown
Maniraptora de Ashdown é o menor dinossauro europeu já descoberto. Do grupo dos maniraptores foi descoberto em Sussex, Inglaterra, Reino Unido por Dave Brockhurst, um colecionador de fósseis local. Seu corpo era semelhante ao de uma ave e media entre 33 a 40 cm de comprimento. Viveu há cerca de 250 milhões de anos atrás.